# Chronopsychologie
Die Chronopsychologie (gr. χρόνος chrónos „Zeit“; ψυχολογία psychología „Seelenkunde“) beschäftigt sich mit der zeitlichen Organisation von Lebewesen. Sie berücksichtigt dabei psychische Rhythmen, die sich in Verbindung mit dem Faktor Zeit verändern.
Ein psychischer Rhythmus kann beispielsweise für einen bestimmten Menschen festlegen, zu welchen Tageszeiten er die beste Aufmerksamkeit zum Lernen hat, oder welcher Schlaf-Wach-Rhythmus sich optimal auf sein Wohlbefinden auswirkt. Es ist beispielsweise möglich, ein Profil seiner täglichen Leistungsfähigkeit zu erstellen. Dazu werden physiologische Körperfunktionen, mentale Kriterien (wie Aufmerksamkeit, intellektuelle Leistungsfähigkeit) und deren zeitliche Veränderung erfasst. Feldstudien mit Erwachsenen beschäftigen sich beispielsweise mit periodischen Veränderungen der körperlichen und mentalen Aktivität an verschiedenen Arbeitsplätzen wie Fabrik, Baustelle, Büro. Studien ab Ende des 19. Jahrhunderts (Ebbinghaus, Gates, Winch, Laird) befassen sich mit dem intellektuellen Leistungsprofil von Schülern.
Chronopsychologie ist eine Erweiterung der Chronobiologie und der Chronomedizin. Dabei werden „äußere Einflüsse“ wirksam, wie Schichtarbeit, Zeitumstellung durch Flugreisen (sogenannter Jet-Lag), Sommerzeit/Winterzeit. Ebenso werden „innere Einflüsse“ wirksam, wie biologische Rhythmen, altersbedingte Veränderungen oder ob der Mensch eher ein Morgen- oder Abendtyp (Chronotypen) ist.
Psychische Rhythmen eines Menschen werden beeinflusst durch die Situation, die Tätigkeit und durch individuelle Faktoren des einzelnen Menschen. Eine gewisse Synchronisierung von menschlichen und umweltbedingten Rhythmen ist für gute psychische Befindlichkeit und Leistungsfähigkeit erforderlich.

## Verbindung zu anderen Chronowissenschaften
Die Chronobiologie und Chronomedizin versuchen, Einflüsse und Wirkungen auf die Chronopsychologie (also auf die zeitliche Ordnung und Organisation von Lebewesen) zu erklären.
Die Chronopsychologie beschäftigt sich mit Auswirkungen auf das Erleben und Verhalten des Menschen sowie auf seine Leistungsfähigkeit. Sie baut somit auf Aussagen auf, die sich auf die Zeitstruktur des Erlebens, Verhaltens und der Leistungsfähigkeit beziehen.
Sie ist als eine Fortsetzung der Chronobiologie zu verstehen, weil die Zeitstruktur der psychischen Rhythmen von biologischen Prozessen abhängig ist. Chronopsychologie ist somit abhängig beispielsweise von Schwankungen des Stoffwechsels, der Muskelaktivierung, der Kreislaufregulation.
Die Zeit kann subjektiv und anders als den realen Abläufen entsprechend empfunden werden. Das subjektive Zeitempfinden kann als subjektive Zeitdehnung und Zeitraffung erlebt werden. Daran sind affektive, kognitive und Entscheidungsprozesse beteiligt.

## Analysen und Auswirkungen
Die Fähigkeit eines Menschen in Abhängigkeit von der Zeit psychisch zu funktionieren ist vorangelegt.
Er kann sich bewusst und zielgerichtet für einen begrenzten Zeitraum überlasten und somit seine physiologisch vorgegebenen Zeitregelungen überspielen, jedoch kann er sie nicht außer Kraft setzen. Das ist zur Bewältigung besonderer Anforderungssituationen nützlich. Ein häufiger oder Dauergebrauch dieser als „Notfallreserve“ zu bezeichnende Möglichkeit hat schädliche Auswirkungen.
Daher gehört zur Psychohygiene die Empfehlung, bei der Verteilung psychischer Anspannung und Entspannung über den Tag und in der Woche die rhythmischen Schwankungen der physischen Voraussetzungen, z. B. der Konzentrationsfähigkeit, zu beachten. Die Fähigkeit, sich geänderten Zeitgliederungen anzupassen, ist individuell unterschiedlich groß, wie man schon bei Reisen mit dem Flugzeug von Westen nach Osten, deutlicher noch bei Schichtarbeitern feststellen kann.
Bei der Analyse von Neurosen sind Zeitvariablen ebenfalls zu berücksichtigen, beispielsweise wenn ein Leistungsversagen auf der Unfähigkeit zum ökonomischen Umgang mit der Zeit besteht oder wenn Konflikte zwischen solchen Partnern im Spiele sind, von denen der eine ein ausgesprochener Morgenmensch, der andere ein ebenso festgelegter Abendmensch ist. Der Durchsetzungsschwächere kann nach und nach in eine folgenreiche Fehlregulierung geraten.
Der Psychotherapeut versucht, einen Kompromiss zwischen den Zeiteigenarten des Individuums und den Umweltanforderungen zu finden, der das Gesund- und Leistungsfähig-Bleiben sichern kann. Im Übrigen nutzt die Psychotherapie die Chronopsychologie auch für einige Selbststeuerungstechniken, z. B. für das Terminerwachen und für Lernprozesse. So wird das Entspannen leichter gelernt, wenn man in Phasen psychischer Entspannungsbereitschaft übt (siehe autogenes Training).
Störungen des Zeiterlebens treten bei Depressionen als Stocken der Zeit und bei der Manie als Fliegen der Zeit in besonders krasser Form auf; sie beruhen auf einer Fehlregulierung des psychischen Antriebs. Normal, jedoch wissenschaftlich noch nicht hinreichend geklärt, ist, dass in der zweiten Lebenshälfte des Menschen und besonders im Alter das Jahr rascher zu verlaufen scheint als in Kindheit und Jugend.

## Gesellschaftliche Lebensgestaltung
Für die gesellschaftliche Lebensgestaltung beginnt die noch relativ junge Chronopsychologie erste Hinweise zu liefern. Das sind zum Teil Warnungen, nämlich dann, wenn es um die nachteiligen Seiten technischer Einflüsse geht, wie zum Beispiel die gehäufte Durchbrechung natürlicher Lebensrhythmen seit der Verbreitung elektrischer Beleuchtung sowie begrenzte gleitende Arbeitszeiten (siehe Flexible Arbeitszeit) oder Eingriffe in die hormonale Steuerung der menschlichen „inneren Uhr“.